# Vålerenga Fotball 2020
Questa voce raccoglie le informazioni riguardanti il Vålerenga Fotball nelle competizioni ufficiali della stagione 2020.

## Stagione
Il 6 gennaio 2020, il Vålerenga ha reso noto che l'allenatore Ronny Deila aveva firmato un contratto con il New York City, lasciando quindi il club norvegese. Il 31 gennaio, Dag-Eilev Fagermo è stato ingaggiato al suo posto.
A causa della pandemia di COVID-19, il 12 marzo 2020 è stato reso noto che la Norges Fotballforbund aveva inizialmente rinviato l'inizio dell'attività calcistica al 15 aprile. A seguito della decisione del ministero della cultura di vietare la ripresa delle attività fino al 15 giugno, i calendari del campionato sono stati ancora rimodulati. Il 7 maggio, il ministro della cultura Abid Raja ha confermato che l'Eliteserien sarebbe ricominciata il 16 giugno. Il 12 giugno, Raja ha reso noto che sarebbe stata permessa una capienza massima di 200 spettatori. Dal 30 settembre, la capienza è stata aumentata a 600 spettatori.
Il 10 settembre 2020, la Norges Fotballforbund – dopo diversi rinvii – ha dovuto annullare l'edizione stagionale del Norgesmesterskapet, a causa dell'impossibilità di disputare tutte le partite previste a causa della condensazione del calendario del campionato. Anche il calciomercato è stato organizzato quindi diversamente, con una sessione estiva e una autunnale.
Il Vålerenga ha chiuso l'annata al 3º posto finale, qualificandosi per la Conference League 2021-2022. Christian Borchgrevink, Kristoffer Klaesson, Ivan Näsberg e Matthías Vilhjálmsson sono stati i giocatori più utilizzati in stagione, a quota 29 presenze. Viðar Örn Kjartansson è stato invece il miglior marcatore, con 9 reti all'attivo.

## Maglie e sponsor
Lo sponsor tecnico per la stagione 2020 è stato Umbro, mentre lo sponsor ufficiale è stato DnB. La divisa casalinga era composta da una maglietta blu con rifiniture bianche e rosse, pantaloncini bianchi e calzettoni rossi. Quella da trasferta era invece costituita da una maglia bianca con due strisce verticali, una di colore rosso e una di colore blu, con pantaloncini e calzettoni blu.
| Casa | Trasferta |

## Rosa
| N. |                       | Ruolo | Calciatore             |
| -- | --------------------- | ----- | ---------------------- |
| 1  | Norvegia (bandiera)   | P     | Kjetil Haug            |
| 2  | Norvegia (bandiera)   | D     | Christian Borchgrevink |
| 3  | Norvegia (bandiera)   | D     | Johan Lædre Bjørdal    |
| 4  | Norvegia (bandiera)   | D     | Jonatan Tollås Nation  |
| 5  | Uruguay (bandiera)    | D     | Felipe Carvalho        |
| 6  | Kosovo (bandiera)     | C     | Herolind Shala         |
| 7  | Norvegia (bandiera)   | C     | Henrik Bjørdal         |
| 7  | Costa Rica (bandiera) | A     | Deyver Vega            |
| 8  | Norvegia (bandiera)   | C     | Magnus Lekven          |
| 9  | Norvegia (bandiera)   | A     | Aron Dønnum            |
| 10 | Islanda (bandiera)    | A     | Matthías Vilhjálmsson  |
| 11 | Norvegia (bandiera)   | A     | Bård Finne             |
| 13 | Norvegia (bandiera)   | P     | Kristoffer Klaesson    |
| 14 | Norvegia (bandiera)   | C     | Fredrik Oldrup Jensen  |
| 15 | Norvegia (bandiera)   | C     | Odin Thiago Holm       |
| 17 | Guinea (bandiera)     | A     | Ousmane Camara         |
| 18 | Norvegia (bandiera)   | D     | Fredrik Holmé          |

| N. |                     | Ruolo | Calciatore            |
| -- | ------------------- | ----- | --------------------- |
| 19 | Nigeria (bandiera)  | A     | Peter Michael         |
| 20 | Norvegia (bandiera) | A     | Benjamin Stokke       |
| 21 | Ghana (bandiera)    | P     | Adam Larsen Kwarasey  |
| 22 | Norvegia (bandiera) | D     | Ivan Näsberg          |
| 23 | Norvegia (bandiera) | D     | Felix Myhre           |
| 24 | Islanda (bandiera)  | A     | Viðar Örn Kjartansson |
| 25 | Canada (bandiera)   | D     | Sam Adekugbe          |
| 26 | Norvegia (bandiera) | A     | Osame Sahraoui        |
| 29 | Norvegia (bandiera) | D     | Oskar Opsahl          |
| 31 | Norvegia (bandiera) | D     | Brage Skaret          |
| 33 | Norvegia (bandiera) | D     | Amin Nouri            |
| 34 | Norvegia (bandiera) | C     | Mathias Emilsen       |
| 35 | Norvegia (bandiera) | A     | Yasir Abdiqadir Sa'Ad |
| 37 | Norvegia (bandiera) | C     | Martin Riisnæs        |
| 38 | Norvegia (bandiera) | P     | Magnus Sjøeng         |
| 39 | Norvegia (bandiera) | A     | Seedy Jatta           |

## Calciomercato

### Sessione invernale(dal 09/01 al 01/04)
| Arrivi           | Arrivi                  | Arrivi          | Arrivi        |
| R.               | Nome                    | da              | Modalità      |
| ---------------- | ----------------------- | --------------- | ------------- |
| D                | Felipe Carvalho         | Nacional        | fine prestito |
| C                | Fredrik Oldrup Jensen   | Zulte Waregem   | prestito      |
| A                | Peter Michael           | Skeid           | fine prestito |
| Altre operazioni |                         |                 |               |
| R.               | Nome                    | da              | Modalità      |
| D                | Leo Cornic              | Bærum           | fine prestito |
| D                | Harald Hauso            | Oppsal          | fine prestito |
| C                | Samúel Kári Friðjónsson | Viking          | fine prestito |
| C                | Sakarias Opsahl         | Ullensaker/Kisa | fine prestito |
| A                | Fitim Azemi             | Tromsø          | fine prestito |

| Partenze | Partenze                | Partenze        | Partenze      |
| R.       | Nome                    | a               | Modalità      |
| -------- | ----------------------- | --------------- | ------------- |
| D        | Leo Cornic              | Grorud          | definitivo    |
| D        | Harald Hauso            | Asker           | definitivo    |
| D        | Efraín Juárez           |                 | ritiro        |
| D        | Pierre Kanstrup         |                 | svincolato    |
| D        | Markus Nakkim           | Mjøndalen       | definitivo    |
| C        | Mohammed Abu            | D.C. United     | prestito      |
| C        | Mohammed Fellah         |                 | svincolato    |
| C        | Samúel Kári Friðjónsson | Paderborn       | definitivo    |
| C        | Sakarias Opsahl         | Tromsø          | prestito      |
| A        | Fitim Azemi             | Stabæk          | definitivo    |
| A        | Mayron George           | Midtjylland     | fine prestito |
| A        | Sander Werni            | Ullensaker/Kisa | prestito      |

### Sessione estiva(dal 10/06 al 30/06)
| Arrivi | Arrivi          | Arrivi | Arrivi     |
| R.     | Nome            | da     | Modalità   |
| ------ | --------------- | ------ | ---------- |
| A      | Benjamin Stokke |        | svincolato |

| Partenze | Partenze      | Partenze | Partenze |
| R.       | Nome          | a        | Modalità |
| -------- | ------------- | -------- | -------- |
| A        | Peter Michael | Øygarden | prestito |

### Sessione autunnale(dall'08/09 al 05/10)
| Arrivi           | Arrivi                | Arrivi        | Arrivi        |
| R.               | Nome                  | da            | Modalità      |
| ---------------- | --------------------- | ------------- | ------------- |
| C                | Henrik Bjørdal        | Zulte Waregem | definitivo    |
| A                | Viðar Örn Kjartansson |               | svincolato    |
| Altre operazioni |                       |               |               |
| R.               | Nome                  | da            | Modalità      |
| A                | Peter Michael         | Øygarden      | fine prestito |

| Partenze | Partenze      | Partenze        | Partenze   |
| R.       | Nome          | a               | Modalità   |
| -------- | ------------- | --------------- | ---------- |
| D        | Fredrik Holmé | Ullensaker/Kisa | prestito   |
| D        | Amin Nouri    | HamKam          | prestito   |
| A        | Peter Michael | Sogndal         | definitivo |
| A        | Deyver Vega   | Sandefjord      | definitivo |

## Risultati

### Eliteserien

#### Girone di andata
| Arbitro: | Hagen (Grue) |

|  |           |            |
|  | Marcatori | 41’ Dønnum |

| Arbitro: | Saggi (Drammen) |

|                                   |           |                         |
| Shala 16’ Vilhjálmsson 72’ (rig.) | Marcatori | 38’ Kassi 40’ Edvardsen |

| Arbitro: | Moen (Haugesund) |

|                                      |           |                        |
| Hoff 12’ Børven 60’, 67’ (rig.), 90’ | Marcatori | 6’ (rig.) Vilhjálmsson |

| Arbitro: | Eskås (Oslo) |

|                           |           |               |
| Vilhjálmsson 18’ Vega 86’ | Marcatori | 72’ Ibrahimaj |

| Arbitro: | Steen (Bergen) |

|             |           |             |
| Lundemo 20’ | Marcatori | 79’ Näsberg |

| Arbitro: | Hagen (Grue) |

|                      |           |                      |
| Stokke 63’ Finne 65’ | Marcatori | 34’, 46’ Friðjónsson |

| Arbitro: | Hansen Grøtta |

|  |           |                   |
|  | Marcatori | 14’ Oldrup Jensen |

| Arbitro: | S. Smehus Kringstad (Oslo) |

|            |           |  |
| Stokke 82’ | Marcatori |  |

| Kristiansund 19 luglio 2020, ore 18:00 9ª giornata | Kristiansund BK | 0 – 0 referto | Vålerenga | Kristiansund Stadion (200 spett.)\| Arbitro: \| Aslam \| |
| Arbitro:                                           | Aslam           |               |           |                                                          |

| Arbitro: | Skjerven (Kaupanger) |

|                                  |           |  |
| Sahraoui 36’ Salvesen 45’ (aut.) | Marcatori |  |

| Arbitro: | Hagenes (Flaktveit) |

|                                                        |           |           |
| Aursnes 28’ Christensen 56’ Omoijuanfo 78’ Hussain 90’ | Marcatori | 86’ Finne |

| Arbitro: | Moen (Haugesund) |

|                  |           |                              |
| Barmen 9’ (rig.) | Marcatori | 31’ (rig.), 47’ (rig.) Finne |

| Arbitro: | Steen (Bergen) |

|                            |           |                         |
| Vilhjálmsson 1’ Dønnum 76’ | Marcatori | 35’ J. Hauge 45’ Junker |

| Arbitro: | Skjerven (Kaupanger) |

|                  |           |            |
| Schulze 23’, 90’ | Marcatori | 74’ Stokke |

| Arbitro: | Saggi (Drammen) |

|                |           |             |
| Finne 83’, 89’ | Marcatori | 10’ Gussiås |

#### Girone di ritorno
| Arbitro: | Hagen (Grue) |

|                     |           |                  |
| Velde 16’ Wadji 36’ | Marcatori | 47’ Vilhjálmsson |

| Arbitro: | Hansen (Feda) |

|                                            |           |           |
| Sahraoui 4’, 35’ Kjartansson 14’, 16’, 23’ | Marcatori | 8’ Strand |

| Arbitro: | Steen (Bergen) |

|                            |           |           |
| Kjartansson 21’ Dønnum 83’ | Marcatori | 90’ Wingo |

| Arbitro: | Hansen (Feda) |

|                             |           |  |
| Junker 19’ Zinckernagel 38’ | Marcatori |  |

| Arbitro: | Amland (Bergen) |

|                                 |           |                          |
| Finne 45’, 75’ Bjørdal 67’, 68’ | Marcatori | 61’ (aut.) Tollås Nation |

| Arbitro: | Skjerven (Kaupanger) |

|  |           |                                 |
|  | Marcatori | 20’, 68’ Kjartansson 87’ Dønnum |

| Arbitro: | Hagen (Grue) |

|                 |           |         |
| Kjartansson 59’ | Marcatori | 82’ Bye |

| Arbitro: | Steen (Bergen) |

|  |           |                              |
|  | Marcatori | 15’ Bjørdal 76’ Borchgrevink |

| Arbitro: | Saggi (Drammen) |

|                            |           |  |
| Shala 39’ Vilhjálmsson 86’ | Marcatori |  |

| Arbitro: | Skjerven (Kaupanger) |

|            |           |                   |
| Bizoza 31’ | Marcatori | 64’ (rig.) Dønnum |

| Arbitro: | Hansen (Feda) |

|             |           |               |
| Näsberg 90’ | Marcatori | 19’ Halvorsen |

| Arbitro: | Hafsås (Trondheim) |

|               |           |                |
| Antonsson 65’ | Marcatori | 9’ Kjartansson |

| Arbitro: | S. Smehus Kringstad (Oslo) |

|            |           |  |
| Dønnum 76’ | Marcatori |  |

| Arbitro: | Saggi (Drammen) |

|                        |           |                 |
| Berisha 82’ Bytyqi 89’ | Marcatori | 45’, 49’ Dønnum |

| Arbitro: | Hagen (Grue) |

|                                           |           |  |
| Kjartansson 5’ Sahraoui 14’, 30’ Holm 85’ | Marcatori |  |

## Statistiche

### Statistiche di squadra
| Competizione | Punti | In casa | In casa | In casa | In casa | In casa | In casa | In trasferta | In trasferta | In trasferta | In trasferta | In trasferta | In trasferta | Totale | Totale | Totale | Totale | Totale | Totale | DR  |
| Competizione | Punti | G       | V       | N       | P       | Gf      | Gs      | G            | V            | N            | P            | Gf           | Gs           | G      | V      | N      | P      | Gf     | Gs     | DR  |
| ------------ | ----- | ------- | ------- | ------- | ------- | ------- | ------- | ------------ | ------------ | ------------ | ------------ | ------------ | ------------ | ------ | ------ | ------ | ------ | ------ | ------ | --- |
| Eliteserien  | 55    | 15      | 10      | 5       | 0       | 33      | 13      | 15           | 5            | 5            | 5            | 18           | 20           | 30     | 15     | 10     | 5      | 51     | 33     | +18 |
| Totale       | -     | 15      | 10      | 5       | 0       | 33      | 13      | 15           | 5            | 5            | 5            | 18           | 20           | 30     | 15     | 10     | 5      | 51     | 33     | +18 |

### Andamento in campionato
| Giornata  | 1 | 2 | 3 | 4 | 5 | 6 | 7 | 8 | 9 | 10 | 11 | 12 | 13 | 14 | 15 | 16 | 17 | 18 | 19 | 20 | 21 | 22 | 23 | 24 | 25 | 26 | 27 | 28 | 29 | 30 |
| --------- | - | - | - | - | - | - | - | - | - | -- | -- | -- | -- | -- | -- | -- | -- | -- | -- | -- | -- | -- | -- | -- | -- | -- | -- | -- | -- | -- |
| Luogo     | T | C | T | C | T | C | T | C | T | C  | T  | T  | C  | T  | C  | T  | C  | C  | T  | C  | T  | C  | T  | C  | T  | C  | T  | C  | T  | C  |
| Risultato | V | N | P | V | N | N | V | V | N | V  | P  | V  | N  | P  | V  | P  | V  | V  | P  | V  | V  | N  | V  | V  | N  | N  | N  | V  | N  | V  |
| Posizione | 5 | 6 | 9 | 6 | 8 | 6 | 4 | 3 | 3 | 3  | 4  | 4  | 4  | 5  | 5  | 6  | 5  | 5  | 5  | 4  | 4  | 5  | 5  | 4  | 3  | 3  | 4  | 3  | 3  | 3  |

Fonte:  Eliteserien 2020, su altomfotball.no, Altomfotball. URL consultato il 21 ottobre 2022 (archiviato dall'url originale il 20 settembre 2022).
Legenda:

Luogo: C = Casa; T = Trasferta. Risultato: V = Vittoria; N = Pareggio; P = Sconfitta.

### Statistiche dei giocatori
| Giocatore          | Eliteserien | Eliteserien | Eliteserien | Eliteserien | Coppa nazionale | Coppa nazionale | Coppa nazionale | Coppa nazionale | Coppe europee | Coppe europee | Coppe europee | Coppe europee | Altre coppe | Altre coppe | Altre coppe | Altre coppe | Totale   | Totale | Totale      | Totale     |
| Giocatore          | Presenze    | Reti        | Ammonizioni | Espulsioni  | Presenze        | Reti            | Ammonizioni     | Espulsioni      | Presenze      | Reti          | Ammonizioni   | Espulsioni    | Presenze    | Reti        | Ammonizioni | Espulsioni  | Presenze | Reti   | Ammonizioni | Espulsioni |
| ------------------ | ----------- | ----------- | ----------- | ----------- | --------------- | --------------- | --------------- | --------------- | ------------- | ------------- | ------------- | ------------- | ----------- | ----------- | ----------- | ----------- | -------- | ------ | ----------- | ---------- |
| S. Adekugbe        | 26          | 0           | 1           | 1           |                 |                 |                 |                 |               |               |               |               |             |             |             |             | 26       | 0      | 1           | 1          |
| H. Bjørdal         | 14          | 3           | 0           | 0           |                 |                 |                 |                 |               |               |               |               |             |             |             |             | 14       | 3      | 0           | 0          |
| C. Borchgrevink    | 29          | 1           | 5           | 0           |                 |                 |                 |                 |               |               |               |               |             |             |             |             | 29       | 1      | 5           | 0          |
| O. Camara          | 4           | 0           | 1           | 0           |                 |                 |                 |                 |               |               |               |               |             |             |             |             | 4        | 0      | 1           | 0          |
| A. Dønnum          | 27          | 8           | 5           | 0           |                 |                 |                 |                 |               |               |               |               |             |             |             |             | 27       | 8      | 5           | 0          |
| M. Emilsen         | 0           | 0           | 0           | 0           |                 |                 |                 |                 |               |               |               |               |             |             |             |             | 0        | 0      | 0           | 0          |
| B. Finne           | 26          | 8           | 0           | 0           |                 |                 |                 |                 |               |               |               |               |             |             |             |             | 26       | 8      | 0           | 0          |
| K. Haug            | 2           | 0           | 1           | 0           |                 |                 |                 |                 |               |               |               |               |             |             |             |             | 2        | 0      | 1           | 0          |
| O. Holm            | 16          | 1           | 1           | 0           |                 |                 |                 |                 |               |               |               |               |             |             |             |             | 16       | 1      | 1           | 0          |
| F. Holmé           | 0           | 0           | 0           | 0           |                 |                 |                 |                 |               |               |               |               |             |             |             |             | 0        | 0      | 0           | 0          |
| S. Jatta           | 0           | 0           | 0           | 0           |                 |                 |                 |                 |               |               |               |               |             |             |             |             | 0        | 0      | 0           | 0          |
| V. Kjartansson     | 14          | 9           | 0           | 0           |                 |                 |                 |                 |               |               |               |               |             |             |             |             | 14       | 9      | 0           | 0          |
| K. Klaesson        | 29          | -33         | 3           | 1           |                 |                 |                 |                 |               |               |               |               |             |             |             |             | 29       | -33    | 3           | 1          |
| J. Lædre Bjørdal   | 12          | 0           | 3           | 0           |                 |                 |                 |                 |               |               |               |               |             |             |             |             | 12       | 0      | 3           | 0          |
| A. Larsen Kwarasey | 0           | 0           | 0           | 0           |                 |                 |                 |                 |               |               |               |               |             |             |             |             | 0        | 0      | 0           | 0          |
| M. Lekven          | 28          | 0           | 3           | 0           |                 |                 |                 |                 |               |               |               |               |             |             |             |             | 28       | 0      | 3           | 0          |
| P. Michael         | 0           | 0           | 0           | 0           |                 |                 |                 |                 |               |               |               |               |             |             |             |             | 0        | 0      | 0           | 0          |
| F. Myhre           | 24          | 0           | 4           | 0           |                 |                 |                 |                 |               |               |               |               |             |             |             |             | 24       | 0      | 4           | 0          |
| I. Näsberg         | 29          | 2           | 3           | 0           |                 |                 |                 |                 |               |               |               |               |             |             |             |             | 29       | 2      | 3           | 0          |
| A. Nouri           | 1           | 0           | 0           | 0           |                 |                 |                 |                 |               |               |               |               |             |             |             |             | 1        | 0      | 0           | 0          |
| F. Oldrup Jensen   | 21          | 1           | 3           | 0           |                 |                 |                 |                 |               |               |               |               |             |             |             |             | 21       | 1      | 3           | 0          |
| O. Opsahl          | 1           | 0           | 0           | 0           |                 |                 |                 |                 |               |               |               |               |             |             |             |             | 1        | 0      | 0           | 0          |
| M. Riisnæs         | 0           | 0           | 0           | 0           |                 |                 |                 |                 |               |               |               |               |             |             |             |             | 0        | 0      | 0           | 0          |
| Y. Sa'Ad           | 0           | 0           | 0           | 0           |                 |                 |                 |                 |               |               |               |               |             |             |             |             | 0        | 0      | 0           | 0          |
| O. Sahraoui        | 28          | 5           | 1           | 0           |                 |                 |                 |                 |               |               |               |               |             |             |             |             | 28       | 5      | 1           | 0          |
| H. Shala           | 27          | 2           | 3           | 1           |                 |                 |                 |                 |               |               |               |               |             |             |             |             | 27       | 2      | 3           | 1          |
| M. Sjøeng          | 0           | 0           | 0           | 0           |                 |                 |                 |                 |               |               |               |               |             |             |             |             | 0        | 0      | 0           | 0          |
| B. Skaret          | 1           | 0           | 0           | 0           |                 |                 |                 |                 |               |               |               |               |             |             |             |             | 1        | 0      | 0           | 0          |
| B. Stokke          | 15          | 3           | 1           | 0           |                 |                 |                 |                 |               |               |               |               |             |             |             |             | 15       | 3      | 1           | 0          |
| J. Tollås Nation   | 23          | 0           | 2           | 0           |                 |                 |                 |                 |               |               |               |               |             |             |             |             | 23       | 0      | 2           | 0          |
| D. Vega            | 6           | 1           | 0           | 0           |                 |                 |                 |                 |               |               |               |               |             |             |             |             | 6        | 1      | 0           | 0          |
| M. Vilhjálmsson    | 29          | 6           | 2           | 0           |                 |                 |                 |                 |               |               |               |               |             |             |             |             | 29       | 6      | 2           | 0          |